# 弓張トンネル
弓張トンネル（ゆみはりトンネル）は、長崎県佐世保市にある西九州自動車道、佐々佐世保道路のトンネルである。
その名の通り、弓張岳の直下を貫通している。
現在のところ、西九州自動車道の中で一番距離が長いトンネルである。

## 概要
- 長さ：2,600 m
※トンネル距離数はトンネル入口手前に設置された標識の記載によるもの。

## 歴史
- 2010年（平成22年）3月20日：西九州自動車道・相浦中里IC - 佐世保みなとIC 間の開通と共に暫定2車線で供用開始。